# Strom Thurmond
James Strom Thurmond (Edgefield (South Carolina), 5 december 1902 – aldaar, 26 juni 2003) was een Amerikaans politicus, eerst van de  Democratische Partij en later de Republikeinse Partij. Hij was de gouverneur van South Carolina van 1947 tot 1951. Hij was senator voor South Carolina van 1954 tot 2003, met een korte onderbreking in 1956. Met de leeftijd van 100 jaar en 6 maanden is hij de oudste zittende senator ooit, terwijl de duur van zijn senatorschap (47 jaar en 5 maanden) ten tijde van zijn overlijden een record was, dat echter later door Robert Byrd werd verbroken. In 1948 was hij pro-segregatie kandidaat voor het Amerikaanse presidentschap.

## Vroege carrière
Thurmond vocht mee in de Tweede Wereldoorlog, onder meer in de landing in Normandië, en is meerdere malen onderscheiden voor zijn daden. Hij begon zijn politieke carrière als een voorvechter van de segregatie (de scheiding van blanken en zwarten in het maatschappelijk leven), en werd in 1947 gouverneur van South Carolina.
In 1948 was hij presidentskandidaat voor de States Rights Democratic Party, beter bekend als de Dixiecrats, een afscheiding van de Democratische Partij die segregatie voorstond. Hij wist de staten Louisiana, Mississippi, Alabama en South Carolina achter zich te krijgen.

## Senator
In 1954 werd Thurmond als 'write-in kandidaat' (dat wil zeggen, hij stond niet op het stembiljet, maar werd gekozen door mensen die een optie 'schrijf hier een andere mogelijke kandidaat' gebruikten) in de Senaat gekozen. Hij was de eerste die daarin slaagde, en bleef de enige tot Lisa Murkowski in 2010. In 1956 trad hij af, zoals hij in 1954 had beloofd, en werd op de meer standaard wijze opnieuw verkozen. Hij bleef senator tot 2003, hoewel hij in 1964 partij wisselde van de Democraten naar de Republikeinen.
Dit deed hij uit protest tegen de Civil Rights Act van 1964, die segregatie en discriminatie verbood in verkiezingswetten, horeca, scholen en op de arbeidsmarkt. Eerder had hij in 1957 een record gezet door 24 uur en 18 minuten te spreken in een (vergeefse) poging een wet tegen te houden die zwarten het stemrecht garandeerde. Dit record werd in 2025 verbroken door Cory Booker, die 25 uur en 5 minuten sprak.
In de jaren 70 veranderde hij van politiek, en werkte meer toegewijd mee aan de integratie van Afro-Amerikanen dan de meeste zuidelijke politici. Of het hier om een daadwerkelijke meningsverandering ging, of slechts om een zich aanpassen aan een veranderd politiek landschap, is iets waarover geen eensluidende mening bestaat.
In 1981 werd hij president pro tempore van de Senaat, een grotendeels ceremoniële functie, traditioneel voor het langstzittende lid van de partij die in de Senaat die daar de meerderheid heeft. Hij behield deze positie tot 1987, en opnieuw van 1995 tot 2001. In 1996 werd hij de oudste senator ooit, en in 1997 de langstzittende senator. Hij bleef in de senaat tot januari 2003; hij had zich voor 2003 niet herkiesbaar gesteld, en overleed een half jaar later op 100-jarige leeftijd.

## Onbekende dochter
Kort na de dood van Thurmond maakte Essie Mae Washington-Williams bekend dat zij een dochter van Strom Thurmond was. Hiermee verbrak ze een langdurige overeenkomst over het verzwijgen van haar afkomst. Ze werd geboren op 12 oktober 1925 als dochter van Thurmond en van Carrie Butler, een zwart dienstmeisje dat bij de ouders van Thurmond werkte. Butler was op dat moment 16 jaar, en Thurmond 22. Nadat mevrouw Washington-Williams haar afkomst openbaar had gemaakt, werd die door de familie van wijlen Thurmond bevestigd.

Dat hij een dochter had verwekt bij een zwart dienstmeisje had Thurmond al die jaren geheim weten te houden, al was er tussen vader en dochter wel contact.
- Bibliothèque nationale de France: cb156206588 (data)
- Gemeinsame Normdatei: 119122057
- International Standard Name Identifier: 0000 0000 5536 4910
- Library of Congress Control Number: n50011902
- National Archives and Records Administration: 10582380
- Nationale Bibliotheek van Tsjechië: vse2005315886
- Nationale Bibliotheek van Israël: 987007463602205171
- Nederlandse Thesaurus van Auteursnamen: 175899312
- SNAC: w66v1b4m
- Système universitaire de documentation: 102294089
- Biographical Directory of the United States Congress: T000254
- Virtual International Authority File: 5734142
- WorldCat: E39PBJmTvCQgfh68wXBjQQckjC